# Praça de San Martín (Lima)

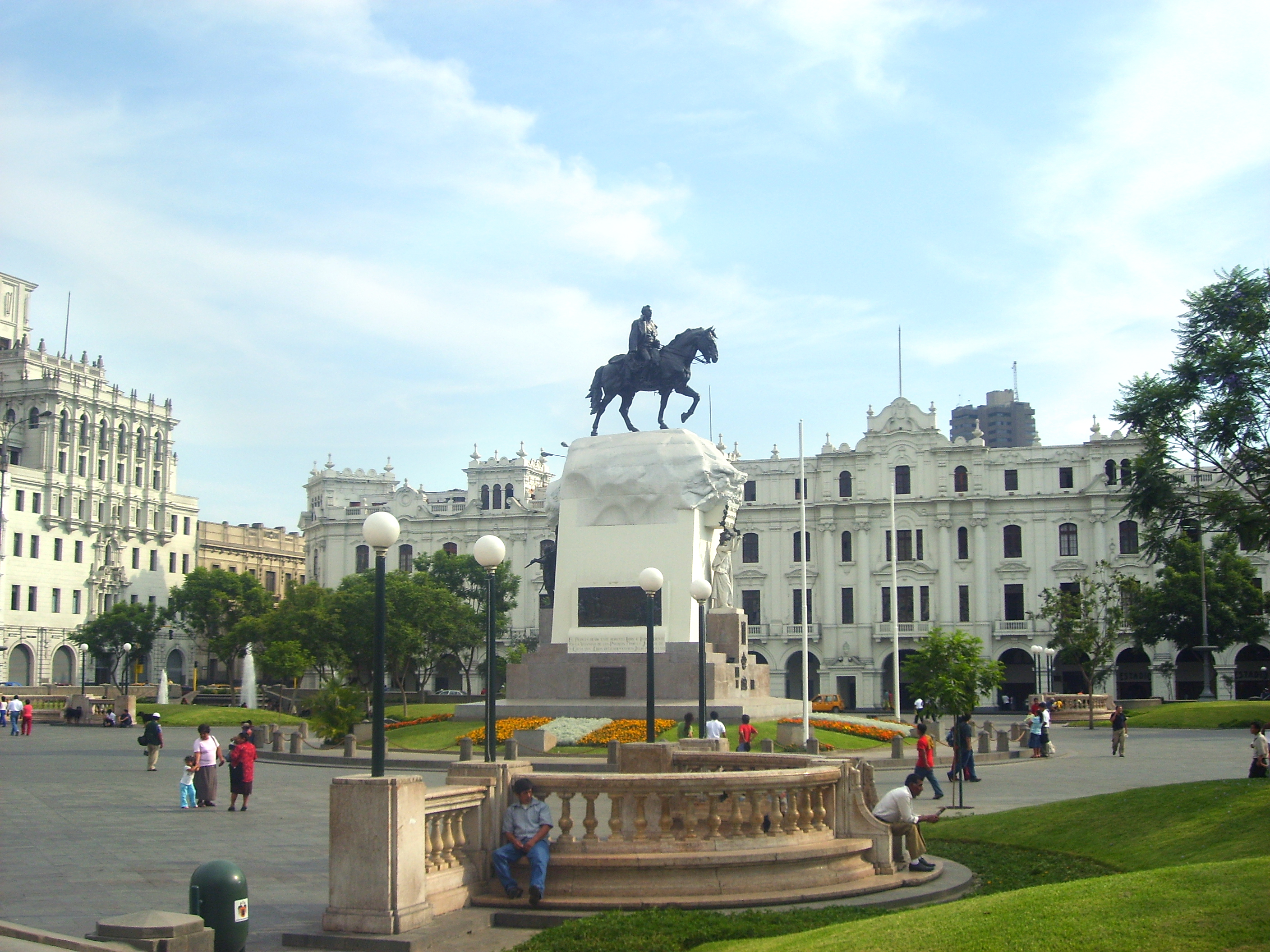
Vista da Praça San Martín de Lima, Peru.

A Praça San Martín é um dos espaços públicos mais representativos da cidade de Lima, Peru. Está localizada na quadra 9 da Avenida Colmena em pleno centro histórico de Lima dentro da área declarada em 1988 pela Unesco como Patrimônio Cultural da Humanidade. Está próxima a Praça Maior de Lima e por sua vez conectada com esta pelo Jirón de la Unión. Seu monumento central foi feito em homenagem ao libertador Don José de San Martín.